# Dream Ticket
Dream Ticket是日本AV片商。主要是開發單體女優為主。公司地點位於日本東京都新宿區。

## 主要系列作品
- EX　（單體女優系列）
- PORNO　（痴女系列）
- Chocolate 　（制服カメラ系列）

## 主要女優
- 立花久留美（2012年7月出道）
- 日向愛（2011年11月出道）
- 月島兔（2010年5月改名出道）
- 鈴木ありす（2008年8月出道）
- 葉山リカ（佑梨恵）（2004年專屬出道 -2005年3月、最多演出女優）

## 外部連結
- Dream Ticket官方網站（页面存档备份，存于）
- Dream Ticket的X（前Twitter）